# Euophrys monadnock
Euophrys monadnock là một loài nhện trong họ Salticidae.
Loài này thuộc chi Euophrys. Euophrys monadnock được James Henry Emerton miêu tả năm 1891.

## Hình ảnh

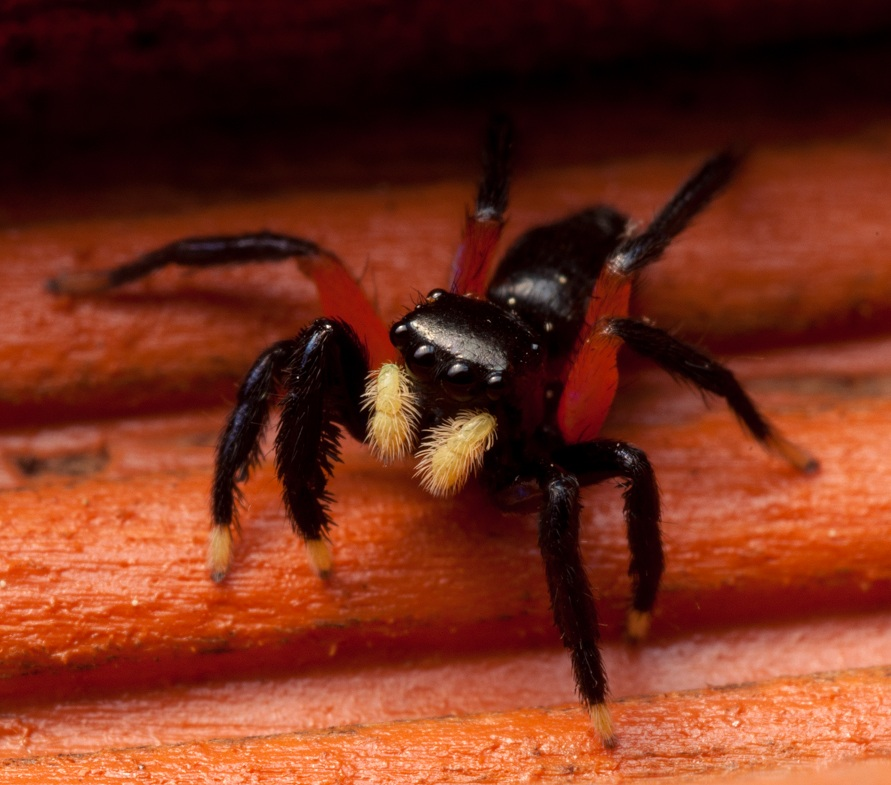